# Bengt Ekerot
Nils Bengt Folke Ekerot (ur. 8 lutego 1920 w Sztokholmie, zm. 26 listopada 1971 tamże) – szwedzki aktor i reżyser filmowy.
Zagrał w wielu szwedzkich filmach, jednak prawdziwy rozgłos przyniosła mu rola Śmierci w Siódmej pieczęci, która została ukazana jako blady mężczyzna w czarnym płaszczu. Jej wygląd w produkcji wywarł ogromny wpływ na sposób ukazywania tej postaci w filmie i innych mediach.

## Filmografia
- Z narażeniem życia (Med livet som insats) (1940)
- Siódma pieczęć (Det sjunde inseglet) (1957)
- Twarz (Ansiktet) (1958)
- Livet är stenkul (1967)
- Na kogo wypadnie (Ole dole doff) (1968)